# Claudia Hernández (Schriftstellerin)

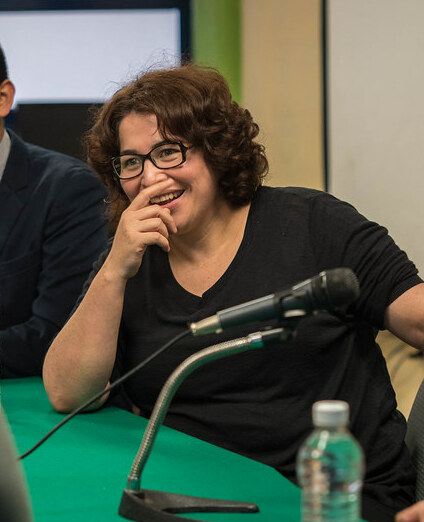
Claudia Hernández

Claudia Hernández (* 22. Juli 1975 in San Salvador) ist eine salvadorianische Schriftstellerin.

## Leben
Hernández studierte Kommunikationswissenschaften an der Universidad Tecnologica de El Salvador und anschließend Recht. 1998 erhielt sie den Juan-Rulfo-Preis des Radio Francia Internacional in der Kategorie Erzählung. Im Jahre 2004 wurde Hernández für ihr publizistisches Gesamtwerk der Anna-Seghers-Preis verliehen. Derzeit arbeitet sie an der Escuela Superior de Economía y Negocios.

## Werke
Erzählungen
- Color del otroño. In: José Mejía (Hrsg.): Los centroamericanos. Antología de cuentos. Alfaguara, Guatemala Ciudad 2002, ISBN 99922-788-0-3.
- Melissa: Spiele 1 bis 5. In: Werner Mackenbach (Hrsg.): Papayas und Bananen. Erotische und andere Erzählungen aus Zentralamerika (= Literarisches Programm. Band 91). Brandes & Apsel, Frankfurt am Main 2002, ISBN 3-86099-491-3.
- Carretera sin buey. In: Enrique Jaramillo Levi (Hrsg.): Pequeñas resistencias. Band 2: Antología del cuento centroamericano contemporáneo. Editorial Páginas de Espuma, Madrid 2003, ISBN 84-95642-35-2.
- Hechos de un buen ciudadano und Fauna alcantarilla. In: Willy O. Muñoz (Hrsg.): Antología de cuentistas salvadoreñas (= Gavidia. Band 7). UCA Editores, San Salvador 2004, ISBN 99923-34-75-4.
- Melissa. Juegos 1 al 5. In: Werner Mackenbach (Hrsg.): Cicatrices. Un retrato del cuento centroamericano. Anama Editores, Managua 2004, ISBN 99924-824-6-X.

Romane
- Otras ciudades. Alkimia Libros, San Salvador 2001.
- Mediadía de frontera. Consejo Nacional, San Salvador 2002, ISBN 99923-0-092-2.
- Olvida Uno. Indole Editores, San Salvador 2005, ISBN 99923-51-00-4.
- De fronteras. Editorial Piedra Santa, Guatemala 2007, ISBN 978-99922-1-207-3.
- La canción del mar. San Salvador, 2007.